# 魯依魯

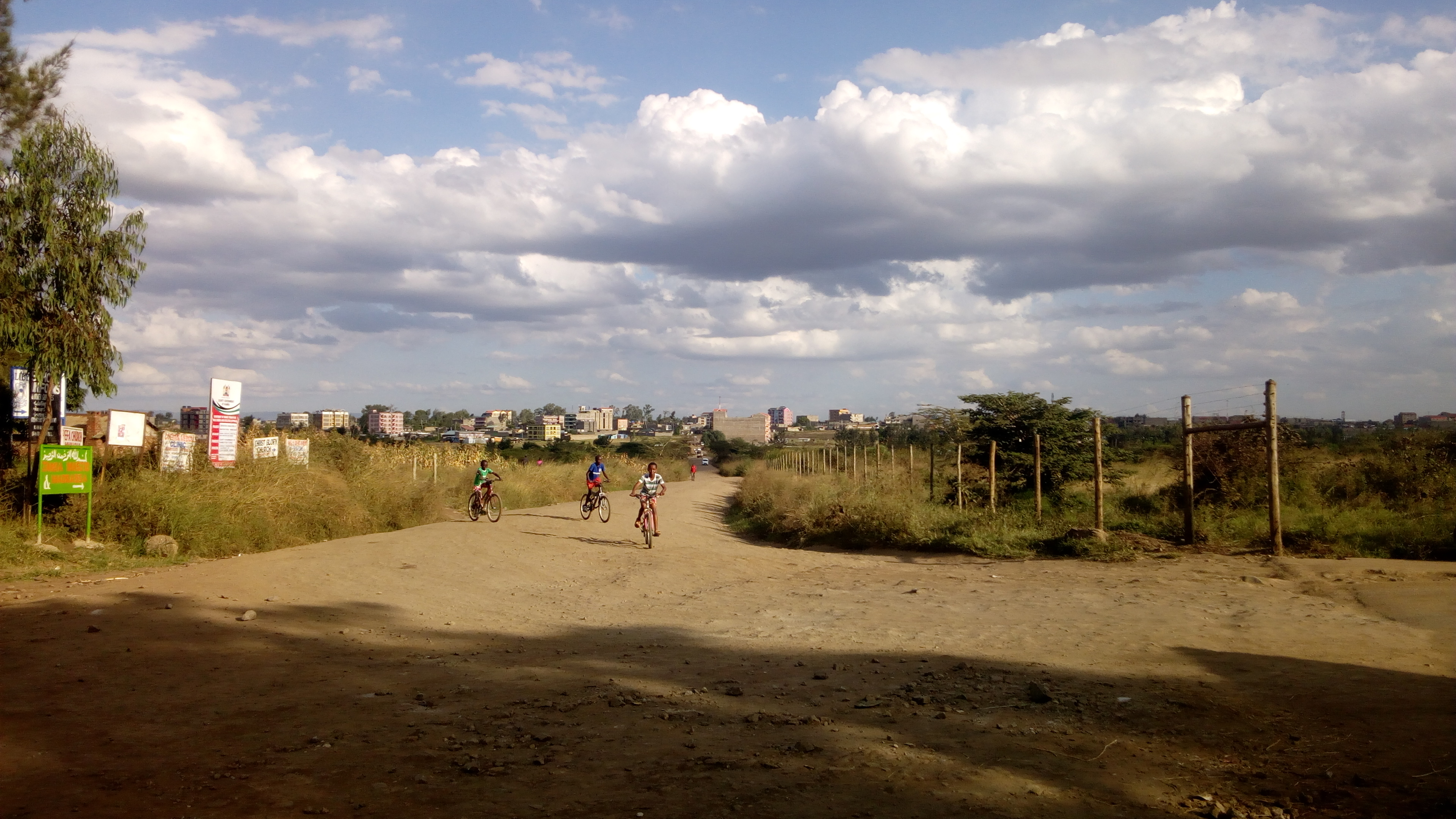
魯依魯

魯依魯是東非國家肯雅的城鎮，由中部省負責管轄，距離首都奈羅比25公里，面積292平方公里，海拔高度1,500米，該地區大量種植咖啡，2005年人口估計超過220,000。由于地处首都近郊，为其卫星城，所以鲁依鲁的人口增长迅速。

## 外部連結
- Regional Development of Metropolitan Nairobi and the Ruiru Master Plan — Center for Sustainable Urban Development
- Ruiru rehabilitation centre

1°08′56″S 36°57′25″E / 1.14889°S 36.95694°E